# Thomas Schmeller
Thomas Schmeller (* 1956 in München) ist ein deutscher römisch-katholischer Theologe und Neutestamentler.

## Leben
Von Wintersemester 1975/1976 bis Sommersemester 1981 studierte er katholische Theologie und lateinische Philologie in München und Freiburg im Breisgau. Im Sommersemester 1981 legte er die theologische Diplomprüfung an der Universität München und im Herbst 1981 die 1. Lehramtsprüfung in katholische Theologie und Latein für das Lehramt an bayerischen Gymnasien ab. 
Von Januar 1982 bis Juli 1985 war er wissenschaftlicher Mitarbeiter am Institut für Bibl. Exegese, Lehrstuhl für Neues Testament (Joachim Gnilka), Universität München. Nach der Promotion zum Dr. theol. im Juni 1985 war er von Oktober 1985 bis März 1986 beurlaubt für ein pastorales Praktikum mit Forschungsvorhaben zur Befreiungstheologie in Brasilien. Von August 1985 bis August 1989 war er Akademischer Rat a. Z. am oben genannten Institut. Von September 1989 bis Mai 1991 lehrte er als Assistant Professor of New Testament Studies an der Candler School of Theology, Emory University. Von September 1991 bis Februar 1993 hatte er ein Habilitandenstipendium der DFG. 
Von April 1993 bis September 1993 vertrat er den Lehrstuhl für Neutestamentliche Exegese und Biblische Theologie (ehemals Josef Jakob Blank) am Institut für Katholische Theologie der Universität des Saarlandes. Im Sommersemester 1993 hatte er einen Lehrauftrag für Biblische Theologie an der Philosophischen Fakultät der TU Dresden. Nach der Habilitation im Juli 1993 für Neutestamentliche Exegese an der Katholisch-Theologischen Fakultät der Ludwig-Maximilians-Universität München vertrat er von Oktober 1993 bis November 1993 die Professur für Biblische Theologie an der Technischen Universität Dresden (Selbstvertretung). Im Dezember 1993 wurde er zum Inhaber dieser Professur und zum sächsischen Landesbeamten ernannt. Von September 1997 bis März 1998 war er Visiting Scholar an der Candler School of Theology, Emory University. Von 1999 bis 2007 war er stellvertretender Vorsitzender der Arbeitsgemeinschaft der deutschsprachigen katholischen Neutestamentler. Im Sommersemester 2004 hatte er einen Lehrauftrag am Fachbereich Katholische Theologie der Goethe-Universität Frankfurt. Von August 2004 bis 2022 war er dort Inhaber der Professur für Exegese und Theologie des Neuen Testaments. 
Von 2007 bis 2011 war er Vorsitzender der Arbeitsgemeinschaft der deutschsprachigen katholischen Neutestamentlerinnen und Neutestamentler. Von 2008 bis 2010 war er Studiendekan, von 2010 bis 2012 Dekan und von 2012 bis 2014 Prodekan des Fachbereichs Katholische Theologie der Goethe-Universität. Von 2008 bis 2013 war Co-Chair (zusammen mit Edith M. Humphrey und Reimund Bieringer) des Society-of-Biblical-Literature-Seminars “2 Corinthians: Theology in the Making”. Seit 2010 ist er stellvertretender Vorsitzender des Rhein-Main-Exegese Treffens. Von 2011 bis 2014 war er stellvertretender Vorsitzender des Wissenschaftlichen Beirats des Katholischen Bibelwerks, von 2014 bis 2017 dessen Vorsitzender.
Seine Forschungs- und Interessenschwerpunkte sind Rhetorik des Neuen Testaments, die Zeitgeschichte des Neuen Testaments und die Sozialgeschichte des frühen Christentums.